# 真·三國無雙2
《真‧三國無雙2》是光榮（現光榮特庫摩）根據三國時期製作的一款砍殺遊戲，為真·三国无双系列中《真‧三國無雙》的續作。本作最初於2001年在PlayStation 2平台發售，隨後移植至Xbox與PlayStation Network平台。

## 登場人物
| 勢力 | 人物名稱 | 配音（CV）                 | 第四武器                            | 第五武器                                      |
| ---- | -------- | -------------------------- | ----------------------------------- | --------------------------------------------- |
| 蜀   | 劉備     | 遠藤守哉／陳宗岳（台灣）   | 真黃龍劍                            | 龍神劍（雷）（CD）                            |
| 蜀   | 關羽     | 增谷康紀／徐健春（台灣）   | 黃龍偃月刀（雷）（CD）              | 龍神偃月刀（赤兔蹬）                          |
| 蜀   | 張飛     | 掛川裕彥／劉明勳（台灣）   | 破軍蛇矛                            | 破邪蛇矛（炎）（C6）                          |
| 蜀   | 諸葛亮   | 小野坂昌也／洪一平（台灣） | 朱雀羽扇（炎）（C5）                | 鳳龍羽扇（風）                                |
| 蜀   | 趙雲     | 小野坂昌也／劉明勳（台灣） | 豪龍膽（炎）（C5、C6）              | 擊龍膽（雷）（C6）                            |
| 蜀   | 黃忠     | 川津泰彥 ／劉易遠（台灣）  | 黃仙秘刀                            | 大黃仙秘刀（風）（C6）                        |
| 蜀   | 馬超     | 服卷浩司／張弘毅（台灣）   | 龍騎尖（炎）（C6）                  | 龍雷騎尖（雷）（C4）                          |
| 蜀   | 姜維     | 菅沼久義／張毓書（台灣）   | 恆一閃（雷）（C6）                  | 極一閃（頑鐵甲）                              |
| 蜀   | 魏延     | 增谷康紀／陳宗岳（台灣）   | 雙極滅星（斬）（C5、C6第4擊）       | 雙極碎星（真亂舞書）                          |
| 蜀   | 龐統     | 河內孝博／沈光平（台灣）   | 豪風神杖                            | 響雷神杖（雷）                                |
| 魏   | 曹操     | 岸野幸正／李英立（台灣）   | 倚天之奸劍（斬）（C6）              | 青紅之奸劍（無雙鎧）                          |
| 魏   | 夏侯惇   | 中井和哉／李英立（台灣）   | 滅麒麟牙（炎）（C2）                | 疾風麒麟牙（風）（C6）                        |
| 魏   | 典韋     | 中井和哉／林谷珍（台灣）   | 真極牛頭（雷）（CD、C6）            | 滅界牛頭（的盧蹬）                            |
| 魏   | 許褚     | 吉水孝宏／胡大衛（台灣）   | 蚩尤瀑布碎                          | 壞塵瀑布碎（炎）                              |
| 魏   | 夏侯淵   | 德山靖彥／李香生（台灣）   | 神狗牙（炎）（C5）                  | 封神狗牙（斬）（C6第1、5擊）                  |
| 魏   | 張遼     | 田中大文／余昭民（台灣）   | 黃龍鈎鐮刀                          | 龍神鈎鐮刀（炎）（C5）                        |
| 魏   | 司馬懿   | 瀧下毅／徐健春（台灣）     | 窮奇羽扇（雷）（C4）                | 窮鬼羽扇（頑鐵甲）                            |
| 魏   | 徐晃     | 山本圭一郎／喬玉龍（台灣） | 白虎牙斷                            | 白虎牙碎（炎）（C6）                          |
| 魏   | 張郃     | 幸野善之／喬玉龍（台灣）   | 朱雀虹（斬）（C6）                  | 鳳凰虹（發破傳書）                            |
| 魏   | 甄姬     | 住友優子／趙婷（台灣）     | 月妖日狂                            | 真月妖日狂（炎）（C4）                        |
| 吳   | 孫尚香   | 宇和川惠美／王冠蓉（台灣） | 日月乾坤圈                          | 龍炎乾坤圈（炎）（C6）                        |
| 吳   | 孫堅     | 德山靖彥／洪一平（台灣）   | 真天狼劍（炎）（C5）                | 天狼霸王劍（角鬼腕）                          |
| 吳   | 孫權     | 菅沼久義／陳宗義（台灣）   | 真王狼劍                            | 天狼斬空劍（斬）（C4）                        |
| 吳   | 周瑜     | 吉水孝宏／柳超堅（台灣）   | 古錠刀真打（炎）（C2、C5）          | 古錠刀風月（風）（C6）                        |
| 吳   | 陸遜     | 野島健兒／洪一平（台灣）   | 閃飛燕（斬）（C4）                  | 光閃飛燕（風）（C6）                          |
| 吳   | 太史慈   | 掛川裕彥／符爽（台灣）     | 虎撲毆狼改（雷）（C4、CD）          | 真虎撲毆狼（戰神兜）                          |
| 吳   | 甘寧     | 三浦祥郎／李香生（台灣）   | 霸海（雷）（C6）                    | 七海王（風）（C6）                            |
| 吳   | 呂蒙     | 堀之紀／喬玉龍（台灣）     | 白虎顎（雷）（C6）                  | 真白虎顎（無雙鎧）                            |
| 吳   | 孫策     | 河內孝博／劉易遠（台灣）   | 霸王（炎）（C5、C6第4擊）           | 鬪神（雷）                                    |
| 吳   | 黃蓋     | 稻田徹／胡大衛（台灣）     | 斷海鞭                              | 斷宙鞭（雷）（C4）                            |
| 吳   | 大喬     | 嶋方淳子／王冠蓉（台灣）   | 喬美麗                              | 喬華美麗（炎）                                |
| 吳   | 小喬     | 嶋方淳子／陳曉月（台灣）   | 喬佳麗（斬）（C6）                  | 喬綾佳麗（發破傳書）                          |
| 他   | 張角     | 川津泰彥／符爽（台灣）     | 轟火神杖（炎）（C5）                | 仙雷神杖（雷）（C4、C6、無雙）                |
| 他   | 董卓     | 堀之紀／李英立（台灣）     | 真大星劍（雷）（CD）                | 大暗黑劍（斬）（C4）                          |
| 他   | 呂布     | 稻田徹／柳超堅（台灣）     | 無雙方天戟（雷）（C4、CD、C6第3擊） | 鬼神方天戟（赤兔蹬）（炎）（C2、C4、C6第3擊） |
| 他   | 貂蟬     | 小松里歌／陳曉月（台灣）   | 金麗玉錘                            | 炫麗玉錘（炎）（C4）                          |
| 他   | 袁紹     | 龍谷修武／沈光平（台灣）   | 真霸道劍                            | 究霸猛成劍（炎）（C5、C6）                    |
| 他   | 孟獲     | 幸野善之／林谷珍（台灣）   | 百獸王（炎）（C6）                  | 影獸王（雷）（C4）                            |
| 他   | 祝融     | 米本千珠／邱佩轝（台灣）   | 業火（炎）（C4、C5）                | 龍烈風（風）（C6）                            |
| 他   | 伏羲     | 野島健兒／張弘毅（台灣）   | 伏羲之大劍（炎）（C5、C6）          | 龍斬大劍（孫子兵法）                          |
| 他   | 女媧     | 住友優子／趙婷（台灣）     | 女媧之細劍（斬）（C6第5擊）         | 龍突細劍（頑鐵甲）                            |

## 遊戲系統

### 人物系統
本傳新增人物:
魏:徐晃、張郃、甄姬
蜀:魏延、龐統
吳:孫策、黃蓋、大喬、小喬
他:孟獲、祝融、伏羲、女媧

### 武器
本傳每人有4個武器，猛將傳每人增加第5武器。第1、2、3武器撿武器盒子過關便可獲得，且附帶效果隨機。第4武器困難難度以上用指定人物在指定關卡達成指定條件后，擊破貴重品箱子或輸送隊長撿武器盒子過關獲得；第5武器需要在最強難度獲得。第4、5武器附帶效果固定，且部份增加屬性，屬性效果如下：
炎：對浮空的敵人持續損血。
雷：被擊中的敵人落地后放電。
斬：雜兵一擊致死；敵武將按現有體力比例扣血，且體力在75%以上無法防禦，50%-75%崩防。
風：猛將傳增加，被擊中的敵人大幅浮空。
光：猛將傳增加，武器帶有指定的特殊道具的效果。

### 道具
道具有分為藍色道具與紅色道具，藍色道具可以在遊戲中擊殺敵方武將或打破箱子獲得，但紅色道具必須在指定關卡達成指定條件才可獲得。
| 道具顏色 | 道具名稱 | 道具效果                                         |
| -------- | -------- | ------------------------------------------------ |
| 藍色道具 | 神速符   | 增加移動速度                                     |
| 藍色道具 | 翔靴     | 增加跳躍高度                                     |
| 藍色道具 | 青龍膽   | 增加無雙值                                       |
| 藍色道具 | 朱雀翼   | 增加生命值                                       |
| 藍色道具 | 白虎牙   | 增加攻擊力                                       |
| 藍色道具 | 玄武甲   | 增加防禦力                                       |
| 藍色道具 | 黃忠弓   | 增加弓箭攻擊力                                   |
| 藍色道具 | 藤甲鎧   | 增加弓箭防禦力                                   |
| 藍色道具 | 羌族角   | 增加騎乘攻擊力                                   |
| 藍色道具 | 騎甲鎧   | 增加騎乘防禦力                                   |
| 藍色道具 | 七星玉   | 增加運氣                                         |
| 藍色道具 | 真空書   | 增加攻擊範圍                                     |
| 藍色道具 | 活丹     | 增加無雙增加量                                   |
| 藍色道具 | 弓仙箙   | 猛將傳新增，增加遊戲開始時所攜帶的箭矢數量       |
| 藍色道具 | 仙丹袋   | 猛將傳新增，增加肉包等回復道具的回復量           |
| 藍色道具 | 溜力膏   | 猛將傳新增，增加續氣功擊的攻擊力                 |
| 紅色道具 | 赤兔鐙   | 遊戲開始時騎乘赤兔馬                             |
| 紅色道具 | 的盧鐙   | 遊戲開始時騎乘的盧馬                             |
| 紅色道具 | 皇帝鐙   | 能夠騎乘任何馬匹                                 |
| 紅色道具 | 孫子兵法 | 戰神斧、戰神鎧、玉璽的效果時間延長               |
| 紅色道具 | 護衛心得 | 護衛兵行動能力強化                               |
| 紅色道具 | 真亂舞書 | 可以任意使用真無雙亂舞                           |
| 紅色道具 | 發破傳書 | 瀕死狀態從地上爬起來時，得到戰神斧的效果         |
| 紅色道具 | 頑鐵甲   | 瀕死狀態從地上爬起來時，得到戰神鎧的效果         |
| 紅色道具 | 淨炎火矢 | 可以發射炎屬性攻擊的箭矢                         |
| 紅色道具 | 角鬼腕   | 防禦狀態不會被敵人的攻擊攻破                     |
| 紅色道具 | 剛柔法書 | 與敵方將領比角力時不會輸，至少平手               |
| 紅色道具 | 不離手綱 | 騎乘時被箭矢攻擊時不會墜馬                       |
| 紅色道具 | 戰神兜   | 猛將傳新增，裝備者不會暈眩                       |
| 紅色道具 | 狂擊術書 | 猛將傳新增，從地上爬起時，攻擊力兩倍但防禦力減半 |
| 紅色道具 | 皇帝手綱 | 猛將傳新增，騎馬可以撞開所有人                   |

## 遊戲模式

### 無雙模式
全部武將各有7關，劉備、曹操、孫堅則10關（除女媧、伏羲的“他”勢力7人的無雙模式則在猛將傳增加）。每人3個結局動畫，XBOX版可以觀看解鎖的結局動畫

### 自由模式
可使用解鎖的任意一人玩任意無雙模式解鎖的關卡，猛將傳初始可用所有的人玩本傳的所有關卡。

### 挑戰模式
可使用任意一人參加挑戰，日文版的挑戰的成績可以登錄到官網并輸入碼。本傳4項挑戰，使用人物的初始能力；猛將傳增加4項挑戰，使用現有能力。

### 護衛編輯模式
猛將傳增加，可自行編輯護衛兵隊。最多同時存在4組。

### 連動
猛將傳增加，使用本傳的盤連動，可以玩本傳的關卡。

### 追加關卡
襄阳之战(192)，宛城之战(197)，吳郡平定戰(197)，關羽千里行(200)，潼關之戰(211)，成都平定战(214)，定軍山之戰(219)，樊城之戰(219)，南中平定戰(225)，街亭之戰(228)，石亭之战(228)，合肥新城之战(234)